# Murad (nom)
Murad és un nom masculí àrab —en àrab مراد, Murād— que literalment significa ‘volgut’ o ‘desitjat’. Si bé Murad és la transcripció normativa en català del nom en àrab clàssic, també se'l pot trobar transcrit Murat, Mourad, Morad, Mrad… Aquest nom també el duen molts musulmans no arabòfons que l'han adaptat a les característiques fòniques i gràfiques de la seva llengua: en àzeri Murad; en turc Murat…
Vegeu aquí personatges i llocs que duen aquest nom.